# کانر مک آلنی
کانر مک آلنی (انگلیسی: Conor McAleny؛ زادهٔ ۱۲ اوت ۱۹۹۲) بازیکن فوتبال اهل بریتانیا است.
از باشگاه‌هایی که در آن بازی کرده است می‌توان به باشگاه فوتبال اسکانتورپ یونایتد، باشگاه فوتبال کاردیف سیتی، باشگاه فوتبال چارلتون اتلتیک، باشگاه فوتبال ویگان اتلتیک، باشگاه فوتبال اورتون، و باشگاه فوتبال برنتفورد اشاره کرد.